# Sebastiano Maffettone
Sebastiano Maffettone (Napoli, 1º aprile 1948) è un filosofo italiano docente di Filosofia politica e Teorie della globalizzazione presso l'Università LUISS Guido Carli di Roma.
Ha insegnato in diverse università italiane (Torino, Palermo, Napoli e Roma) e internazionali (Harvard, Columbia, Boston College, Tufts University, Peking University, Parigi, Mumbai, University of Pennsylvania per citarne alcune). Maffettone si è laureato summa cum laude all'Università di Napoli nel 1970 e ha completato gli studi di filosofia sociale alla LSE (London School of Economics) nel 1976, sotto la supervisione di filosofi come Karl Popper e Amartya K. Sen.

## Primi Lavori
Alla fine degli anni Settanta, Sebastiano Maffettone ha tradotto in italiano “A Theory of Justice” (“Una teoria della giustizia”), opera del filosofo americano John Rawls, la cui influenza ha definito il focus dell'approccio filosofico di Maffettone. L'approccio liberale di Rawls alle questioni sociali e politiche divennero per Maffettone la pietra miliare della ricerca a cui ha dedicato la vita. 
Impegnato a portare il pensiero innovativo di Rawls in Europa, Maffettone iniziò a farsi conoscere per la sua attiva partecipazione alla vita accademica, guadagnandosi il merito di aver introdotto importanti novità scientifiche, soprattutto nel dibattito culturale italiano. Oltre alla crescente produzione accademica, Maffettone inizia a contribuire al dibattito pubblico attraverso collaborazioni con i maggiori quotidiani italiani come il Corriere della Sera, Il Mattino, Il Messaggero, Il Sole24ore e riviste come Panorama, L'Espresso e Reset. Per il suo impegno nel dibattito pubblico attuale, Maffettone è considerato un intellettuale pubblico.
Ha inoltre fondato e diretto riviste di filosofia (Notizie di Politeia e Filosofia e Questioni Pubbliche, ora Philosophy and Public Issues) e centri di ricerca (Politeia, Centro per la Ricerca e lo Studio dei Diritti Umani, Centro per l'Etica e la Politica Globale, Osservatorio ETHOS), pubblicato articoli scientifici su diversi argomenti e contribuito al dibattito pubblico su varie questioni culturali grazie a un'ampia rete di relazioni internazionali, alla partecipazione a seminari, workshop e conferenze in Italia e all'estero.
Uno dei contributi di Maffettone all'accademia italiana è probabilmente la creazione della Società Italiana di Filosofia Politica, di cui è stato il primo Presidente. Sotto la sua presidenza, la Società divenne un punto di riferimento per i filosofi politici italiani e per la vita politica del Paese.

## Lavori Principali
Maffettone è autore di circa 30 volumi, molti dei quali hanno influenzato profondamente la comunità scientifica europea. Due dei suoi libri, Il valore della vita (1998) ed Etica pubblica (2001), colmano il divario tra i campi dell'etica applicata e della teoria politica, che rappresenta un tema ricorrente del progetto filosofico di Maffettone. Il valore della vita presenta una Lebenphilosophie razionalista e liberale. I suoi fondamenti provengono dalla bioetica, ma vanno oltre e propongono una teoria della vita globale e non religiosa. Etica pubblica fonda una concezione pubblica dell'etica che l'autore ha portato all'attenzione del pubblico italiano. I capitoli più letti e accolti dalla critica sono stati quelli sull'etica d'impresa. Vale la pena notare come, nel caso di entrambi i libri, le esperienze teoriche e pratiche abbiano trovato una felice convergenza.
Insieme a Ronald Dworkin, Maffettone ha pubblicato I fondamenti del liberalismo (2008), in cui i due autori presentano le loro visioni del liberalismo, concordando su alcuni punti e divergendo su altri, a cominciare dal rapporto tra etica e politica. Questo libro ha aperto un'importante discussione critica sul liberalismo in Italia, che è ancora in corso.
Recentemente, la prova più importante dei suoi risultati intellettuali è rappresentata dal libro La pensabilità del mondo, in cui presenta una teoria originale nel campo dell'etica delle relazioni internazionali. La visione di Maffettone si basa sull'idea di "integrazione pluralistica", che cerca di rappresentare un'alternativa al cosmopolitismo. L'idea centrale è che il liberalismo e la democrazia non possono essere imposti dall'esterno, ma devono provenire dall'interno di una cultura o di una nazione. Lo stesso tipo di argomentazione è stata esposta in due articoli in inglese, uno sul modello europeo di "regionalismo normativo" (pubblicato su "The Monist"), l'altro sulla giustizia globale (di prossima pubblicazione nel volume collettivo dell'UNESCO). Le sue opere sono state pubblicate in molte lingue, tra cui inglese, spagnolo, francese, portoghese e arabo.
Tra le sue ultime pubblicazioni, una solida e completa introduzione al pensiero di John Rawls (Rawls: An Introduction, Polity Press 2010). In quest'opera, Maffettone interpreta Rawls secondo tre ipotesi ermeneutiche: l'ipotesi interpretativa, l'ipotesi metodologica e l'ipotesi teorica. L'ipotesi interpretativa riguarda la questione molto dibattuta della continuità o discontinuità tra "Rawls 1" (1950-80) e "Rawls 2" (1980-2002). Prima facie, la discontinuità sembra prevalere, dato che i principali libri di Rawls trattano tre argomenti diversi: Una teoria della giustizia tratta della giustizia sociale; Liberalismo politico affronta i principali difetti di Una teoria della giustizia e della legittimità politica; Il diritto dei popoli estende e modifica il modello precedente alla luce della giustizia globale. Tuttavia, dopo una riflessione si può rilevare una sostanziale continuità. Certo, ci sono delle discontinuità parziali significative, come quelle che Rawls impone rispetto alla teoria della scelta razionale e, in modo più rilevante, rispetto ad alcuni passaggi della terza parte di Una teoria della giustizia riguardanti la stabilità. L'ipotesi metodologica ha lo scopo di completare l'ipotesi interpretativa presentando un filo conduttore unitario attraverso il quale innescare la continuità desiderata nella lettura di Rawls. Questo filo segue il dispositivo di base che Rawls non ha mai abbandonato, ossia la "priorità del diritto". L'ipotesi teorica si basa sull'idea che l'asimmetria tra il diritto e il bene dipenda da una dialettica più profonda tra giustificazione e legittimazione. Secondo questa distinzione, la giustificazione cerca il miglior argomento teorico, è intrinsecamente sostanziale, va dall'alto verso il basso ed è radicata nelle basi morali e metafisiche di una specifica cultura. La legittimazione, invece, si basa normalmente su una pratica istituzionale, riguarda principalmente gli input di un processo politico, va dal basso verso l'alto e non fa direttamente appello alle radici morali e metafisiche di una cultura. Maffettone sostiene che giustificazione e legittimazione devono essere viste come complementari. Assumendo il fatto del pluralismo nelle società liberal-democratiche contemporanee, possiamo avere diverse giustificazioni plausibili nel conflitto reciproco, ma dobbiamo affidarci alla stessa legittimazione istituzionale per il bene della stabilità (per le giuste ragioni).

## Incarichi
Ha insegnato in diverse università italiane e internazionali, come Harvard, Columbia, Tufts University, Boston College, University of Pennsylvania, Nuova Delhi, London School of Economics,  Mumbai, Sciences-Po (Paris), Běijīng University.È stato il primo Presidente della Società Italiana di Filosofia Politica, ha fondato la rivista “Filosofia e questioni pubbliche” (ora Philosophy & Public Issues), ha co-fondato e diretto Politeia. È editorialista di giornali (Il Mattino, Corriere della Sera, Sole 24 Ore, Il Messaggero, tra gli altri), direttore di collane editoriali, consulente di Confindustria, delegato italiano in Organismi Internazionali, coordinatore scientifico della Fondazione Adriano Olivetti, autore televisivo. È tuttora membro di diversi comitati scientifici, Presidente della Fondazione Giordano Bruno, coordinatore scientifico della Federazione Nazionale Cavalieri del Lavoro.
È stato Professore Ordinario di filosofia politica  fino al 2018 presso la LUISS Guido Carli, dove ha diretto il Dipartimento di Scienze Politiche, il PhD in Politics e il Center for Ethics and Global Politics, e ha presieduto la Scuola di Giornalismo “Massimo Baldini”. Attualmente, è professore straordinario e dirige l'Osservatorio Ethos sempre presso la LUISS Guido Carli, 
Dal 2015 al 2018 è consigliere delegato alla cultura del governatore della Regione Campania Vincenzo De Luca e presidente della Fondazione Ravello.
Dal 2019 dirige l’Osservatorio Ethos LUISS Business School.
Dal 2022, e nel 2023, insieme con Paolo Benanti, Teologo ed esperto nel settore delle nuove tecnologie, ha tenuto un corso titolato Digital Ethics presso la LUISS Guido Carli. Il corso si concentra sulle questioni etico-morali, nonché economico-sociali, dell'intelligenza artificiale e di altre tecnologie applicate ai più svariati ambiti della vita. Nello specifico vengono analizzati libri come The Age of Surveillance Capitalism, di Shoshanna Zuboff, autrice americana e professoressa ad Harvard; o ancora, scritti a tema infosfera e quarta rivoluzione industriale.

## Opere
- I fondamenti del liberalismo, con Ronald Dworkin, Laterza, 1996.
- Etica Pubblica, Il Saggiatore, 2001.
- La pensabilità del mondo Il Saggiatore, 2006.
- Rawls: un'introduzione, Laterza, 2010.2019
- Rawls, Polity Press, 2010.
- Un mondo migliore. Giustizia globale tra Leviatano e Cosmopoli, Luiss University Press, 2013.
- Il valore della vita: cosa conta davvero e perché, Luiss University Press, 2016
- Karl Marx nel XXI secolo, Luiss University Press, 2018.
- Politica. Idee per un mondo che cambia, Le Monnier Università, 2019.
- Il Quarto Shock. Come un virus ha cambiato il mondo, Luiss University Press, 2020.
- Marx in the XXI Century, Routledge, 2021.